# 利万·洛佩斯
利万·洛佩斯（西班牙語：Liván López，1982年1月24日—），古巴男子摔跤运动员。他曾代表古巴参加2012年和2016年夏季奥林匹克运动会摔跤比赛，其中2012年奥运会获得一枚铜牌。